# Molly Malone
Pour l’article homonyme, voir Molly Malone (actrice).

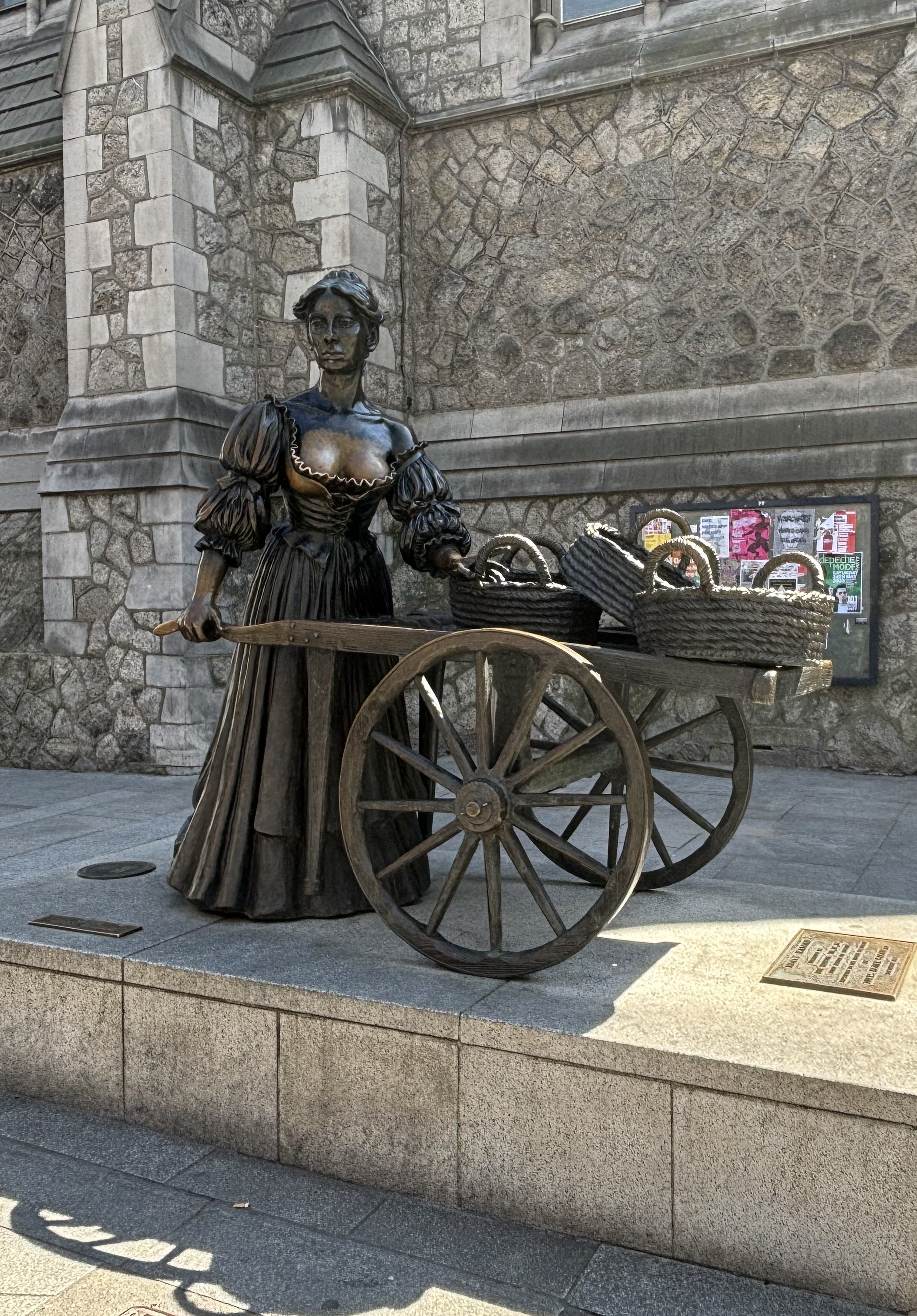
La statue de Molly Malone sur St Andrew's Street (Dublin) en mai 2025.

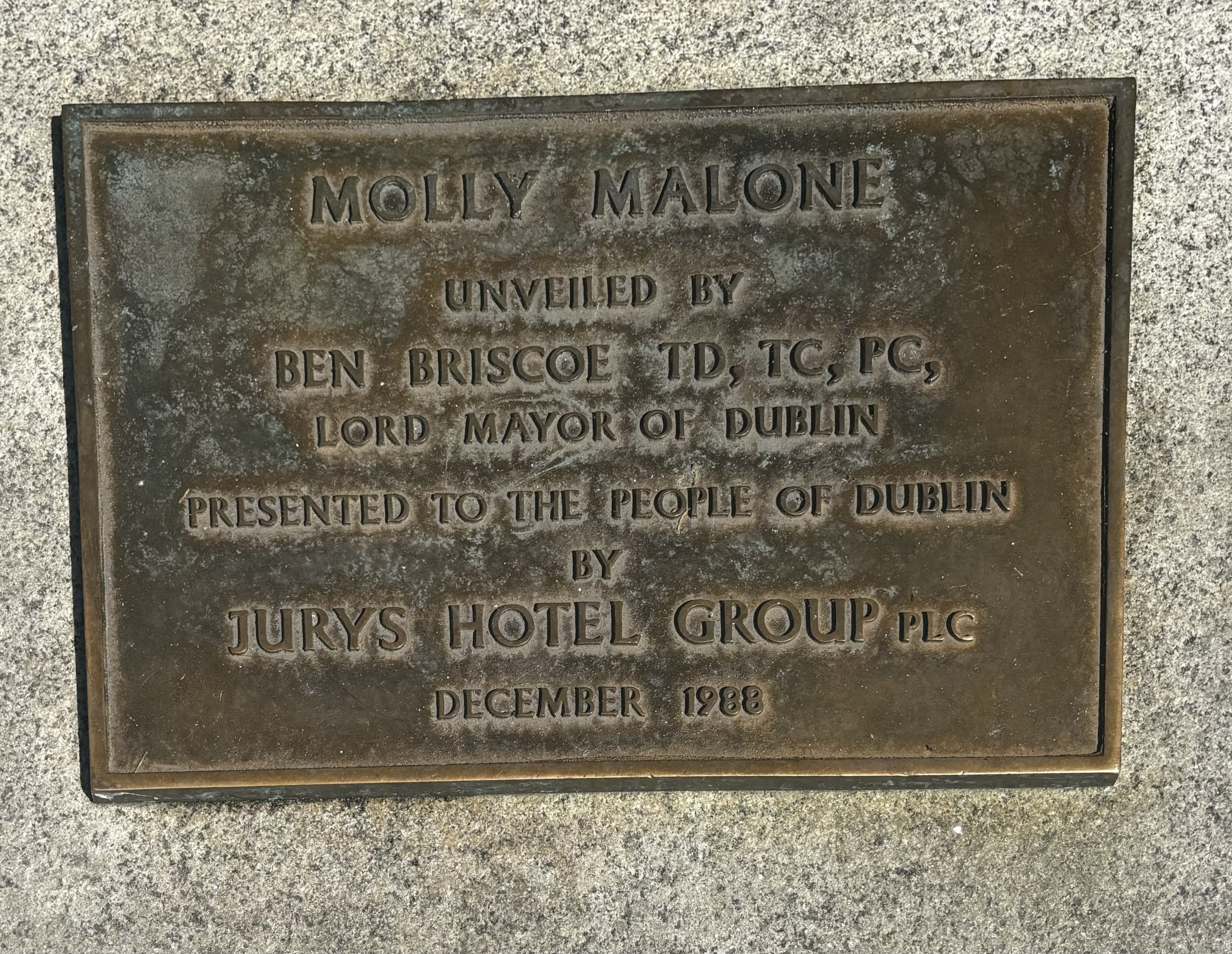
Plaque de la statue de Molly Malone sur St Andrew's Street.

Molly Malone, une chanson aussi appelée « Cockles and Mussels » (coques et moules), est l'hymne officieux de la ville irlandaise de Dublin. Elle est chantée par les supporters de l'équipe de Dublin GAA et de l'équipe internationale de rugby à XV. La chanson raconte l'histoire d'une belle poissonnière qui exerçait son métier dans les rues de Dublin, mais qui est morte de la fièvre alors qu'elle était encore jeune.
Une statue commémorative, conçue par Jeanne Rynhart et située en bas de Grafton Street à Dublin, a été érigée en son honneur pour fêter le premier millénaire de la ville en 1987. Restaurée elle a été replacée à St Andrew's Street en juillet 2014. Cette statue est familièrement nommée « The Tart with the Cart » (la prostituée à la charrette). Elle représente Molly Malone comme une jeune femme à la poitrine plantureuse, habillée à la mode du XVIIe siècle et prétend montrer la véritable personne sur laquelle la chanson est basée. On justifie sa robe décolletée et sa poitrine généreuse par le fait que, à l'époque de Molly, les femmes allaitaient en public et que de ce fait, leurs seins étaient visibles de tous.
Une légende urbaine a grandi autour de l'image de la Molly Malone historique qui a été présentée à la fois comme une marchande ambulante le jour et une prostituée à temps partiel la nuit, ou, au contraire, comme une des rares femmes marchandes ambulantes de son temps qui était chaste.
Cependant, il n'existe aucune preuve que la chanson soit basée sur une personne ayant réellement existé au XVIIe siècle, ou à n'importe quel autre moment, bien que certains affirment avoir localisé ses actes de naissance et de décès. Il y a sans aucun doute eu beaucoup de Mary ou de Molly nées à Dublin au cours des siècles, mais il n'y a rien qui puisse relier aucune d'entre elles aux événements évoqués dans la chanson. Il n'existe d’ailleurs aucune trace de cette chanson avant le début des années 1880, pendant lesquelles une œuvre composée et écrite par James Yorkston d'Édimbourg a été publiée. Elle est dans un registre tragi-comique habituel populaire à cette époque, probablement influencée par des chansons plus anciennes aux thèmes similaires, telle que Oh My Darling, Clementine de Percy Montross, qui a été écrite vers 1880.
En avril 2025, le conseil municipal de Dublin a décidé d'engager des stewards pour patrouiller la statue de Molly Malone à partir de mai 2025, à titre expérimental, afin de la protéger de la pratique, introduite par les guides touristiques en 2012, consistant à frotter sa poitrine généreuse pour porter chance. Les stewards demanderont aux touristes de regarder la statue, mais pas de la toucher. En raison de ce frottement intense, la couche protectrice du bronze a déjà disparu en quelques années. Afin de réduire les coûts d'entretien de la statue, des stewards seront donc embauchés. Leur coût ne coûtera que quelques milliers d'euros, soit bien moins que la somme à six chiffres nécessaire pour élever le socle. Cela mettra peut-être un terme au harcèlement constant de la douce Molly Malone,,,,,.

## Paroles et musique
« In Dublin's fair city,

where the girls are so pretty,

I first set my eyes on sweet Molly Malone,

As she wheeled her wheel-barrow,

Through the streets, broad and narrow,

Crying, "Cockles and mussels, alive alive oh!"

Chorus :

"Alive-a-live-oh,

Alive-a-live-oh",

Crying "Cockles and mussels, alive alive oh".

She was a fishmonger,

But sure 'twas no wonder,

For so were her father and mother before,

And they each wheeled their barrow,

Through the streets, broad and narrow,

Crying, "Cockles and mussels, alive, alive oh!"

(chorus)

She died of a fever,

And no one could save her,

And that was the end of sweet Molly Malone.

But her ghost wheels her barrow,

Through streets broad and narrow,

Crying, "Cockles and mussels, alive, alive oh!"

(chorus) »

## Traduction
Dans la belle ville de Dublin
Où les filles sont si mignonnes
J'ai pour la première fois posé les yeux sur la douce Molly Malone
Alors qu'elle poussait sa brouette
À travers les rues larges et étroites
En criant : « Coques et moules ! vivantes, vivantes ! »
vivantes, vivantes Oh !
vivantes, vivantes Oh !
En criant : « Coques et moules ! vivantes, vivantes Oh ! »
Elle était marchande de poissons
Bien sûr, c'était pas étonnant,
Car c'est ce que sa mère et son père étaient
Et chacun d'eux auparavant poussaient sa brouette
À travers les rues larges et étroites
En criant : « Coques et moules ! vivantes, vivantes Oh ! »
vivantes, vivantes Oh !
vivantes, vivantes Oh !
En criant : « Coques et moules ! vivante, vivante Oh ! »
Elle mourut d'une fièvre
Et personne ne put la sauver
Et ce fut la fin de la douce Molly Malone
Mais son fantôme pousse sa brouette
À travers les rues larges et étroites,
En criant : « Coques et moules ! vivantes, vivantes Oh ! »
vivantes, vivantes Oh !
vivantes, vivantes Oh !
En criant : « Coques et moules ! vivantes, vivantes Oh ! »

## Autre traduction, moins exacte, mais chantable sur l'air d'origine
Dans Dublin la cité,
Des filles de toute beauté,
Je vis, ébloui, la douce Molly Malone.
Elle poussait sa charrette, dans les rues les placettes,
Criant coques et moules à peine sorties d'l'eau.
Refrain
À peine sorties de l'eau
À peine sorties de l'eau
Criant coques et moules à peine sorties d'l'eau
Elle vendait du poisson,
Y avait une bonne raison,
Son papa, sa maman, faisaient de même avant,
Ils poussaient leur charrette, dans les rues les placettes,
Criant coques et moules à peine sorties d'l'eau.
Refrain
D'une fièvre elle mourut,
Pour elle on n'a rien pu,
Ainsi disparut la douce Molly Malone,
Son fantôme pousse la charrette, dans les rues les placettes,
Criant coques et moules à peine sorties d'l'eau.
Refrain

## Reprises
De nombreux artistes célèbres, généralement irlandais, ont repris cette chanson. Parmi ceux-ci, U2, Metallica, Frank Harte, Ian McCulloch, Sinéad O'Connor (sur l'album Sean-Nós Nua, 2002), Johnny Logan and Paul Harrington, ou encore Renaud et Hugues Aufray en traduction française. La version la plus connue est sans doute celle de The Dubliners.

## Autres adaptations
Molly Malone – Balade irlandaise est le titre d'un album du chanteur français Renaud sorti en novembre 2009 où le titre, librement traduit, figure à la dernière position.
Une chanson d'Hugues Aufray a pour titre La ballade de Molly Malone.
Dans un des épisodes de la saison 5 de la série Game of Thrones de la chaine HBO, le personnage d'Arya Stark y fait largement référence. On y voit le personnage traîner une brouette en prétextant vendre des bucardes et des moules aux passants.
Une version chantée par un itinérant figure dans le film Orange mécanique de Stanley Kubrick, sorti en 1971. Elle se situe dans les dix premières minutes du long-métrage.